# Nederlands-Formosa

Nederlands-Formosa (paars), Spaans-Formosa (groen), en het Koninkrijk Middag in Taiwan

In de 17e eeuw waren delen van Formosa (het huidige Taiwan) geruime tijd in Nederlandse handen, of preciezer, in handen van de VOC.

## Vestiging op de Pescadores

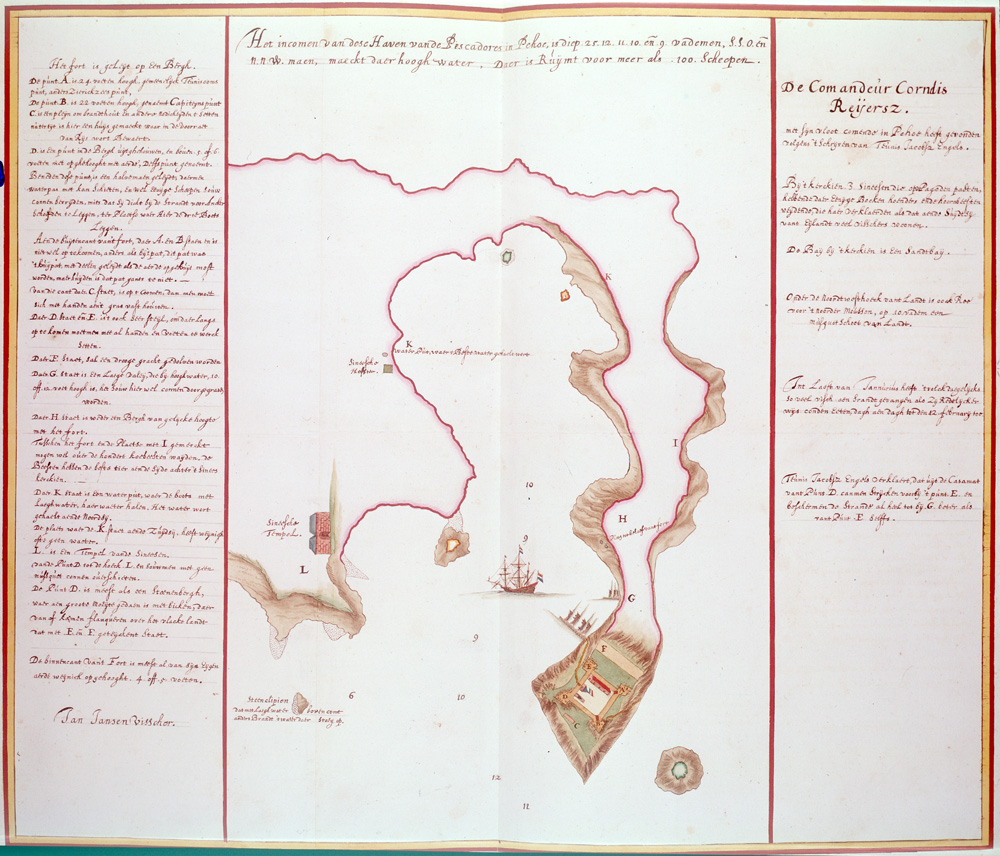
Pescadores VOC Fort 1622-1624

In 1622 ontvoerde Cornelis Reyerszoon in opdracht van Jan Pieterszoon Coen, de  gouverneur van Batavia, een aantal Chinezen aan de kust van Fujian, en viel hij de Portugese kolonie Macau aan. De Portugezen sloegen de aanval af en Reijerszoon reisde door naar de Pescadores, waar hij met behulp van gedwongen arbeid van zijn Chinese gevangenen een fort bouwde op Penghu, het grootste eiland van de Pescadores.
Het fort bevond zich op een zeer strategische positie. Vanuit de Pescadores konden de Nederlanders de scheepvaart vanuit Fujian controleren. Politiek was de actie echter minder verstandig. De Pescadores waren Chinees grondgebied en de Chinezen zagen niet lijdzaam toe dat een vreemde mogendheid zich op hun gebied vestigde, nog wel met de bedoeling Chinese onderdanen te beheersen. De provinciale autoriteiten in Fujian waren, vooral na een aanval door Cornelis van Nijenrode op het eiland Gulangyu tegenover Amoy, echter wel onder de indruk van de Nederlandse vuurkracht en besloten te onderhandelen. In februari 1623 reisde Reijersen naar Amoy om te onderhandelen. Hij sprak af te vertrekken onder voorwaarde dat de Chinezen de handel met de Spanjaarden in Manilla zouden stoppen en hij toestemming zou krijgen van de VOC in Batavia. Gouverneur Shang Zhouzo gaf de Nederlanders ook een gids om zich op Formosa te vestigen.

## Vestiging op Formosa

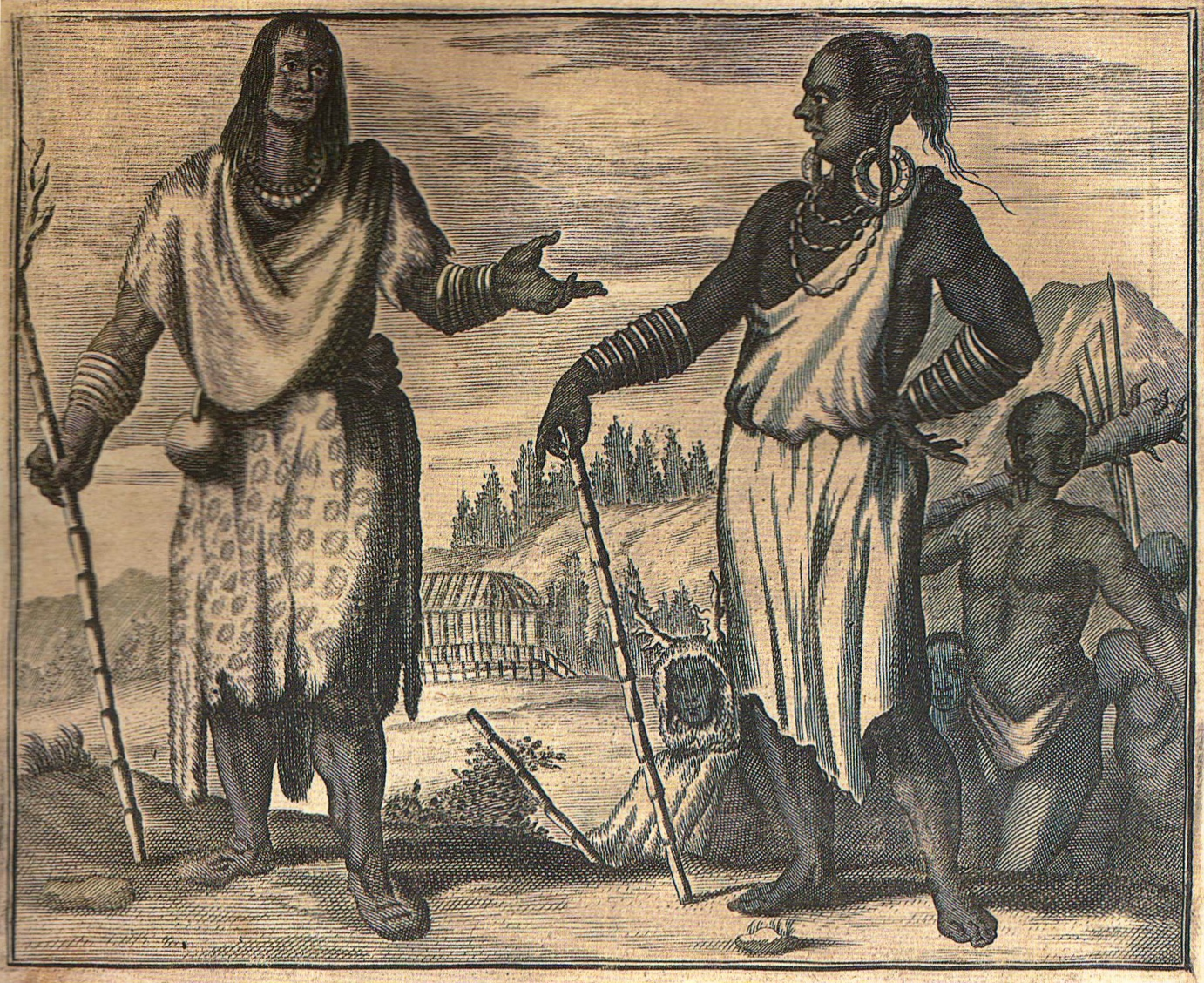
Inwoners van Formosa in het boek van Olfert Dapper

Toen de Nederlanders het volgende jaar (1624) nog niet vertrokken waren, besloot de nieuwe gouverneur Nan Juyi om militair in te grijpen. Hij landde ten noorden van het fort en viel het in juli aan. Martinus Sonck nam het commando over bij de Nederlanders. Li Dan, leider van de illegale Chinese handelaren op Taiwan, werd door de Chinezen gevraagd om te onderhandelen en uiteindelijk gaf Sonck toe aan de Chinese eisen. In september landde hij op Taiwan en begon aan de bouw van een versterking op de zandvlakte bij Taoyuan (heden ten dage bekend als Anping) dat de naam Fort Zeelandia kreeg. De Nederlanders verboden Li Dan de handel met Japan en monopoliseerden de haven, waardoor Li Dan en zijn mannen feitelijk piraten in Nederlandse dienst werden die de schepen tussen China en Manilla aanvielen. In 1625 kregen de Nederlanders een stuk land in Saccam om hun vee te laten grazen en kreeg een handelaar uit Amoy (nu Xiamen), Simsou, het recht om met de Nederlanders op Formosa te handelen.
Zheng Zhilong (bij de Nederlanders bekend als Iquan), een van de piraten, trad in dienst van de Ming-keizer en kreeg de rang van admiraal. Hij zette Simsou buitenspel en bezorgde zichzelf een monopolie op de handel met de Nederlanders.
Vanaf 1629 begon de VOC het door de compagnie beheerste gebied uit te breiden. In de periode tot 1635 werd eerst het gebied van het volk van de Siraya’s gedwongen de Nederlandse autoriteit te erkennen. In 1642 werd de bevolking van het gebied Favorlang gedwongen hetzelfde  te doen. De zuidwestelijke punt van eiland was in 1640 onder controle gebracht. Dit ging gepaard met een massamoord op de bewoners van het eiland Lamey voor de kust van het huidige arrondissement Pingtung (xiàn) en de deportatie van alle overlevenden. De zuidoostelijke punt van het eiland werd vanaf 1642 gecontroleerd. In hetzelfde jaar werd in het noorden van het eiland Spaans-Formosa bezet. 
Zheng Zhilong werd in 1646 door de Mantsjoes gevangengenomen en naar Peking gevoerd, maar zijn zoon Zheng Chenggong (bij de Nederlanders bekend als Koxinga) nam de macht over. Hij verklaarde zich loyaal aan de Ming-dynastie en werd de facto heerser over Zuidoost-China. In 1652 viel hij Formosa aan, maar de Nederlanders en inlanders sloegen hem terug. Grote groepen Chinezen vluchtten naar Formosa in 1658-1659 vanwege de oorlog tussen de Mantsjoes en Zheng Chenggong over Fujian.
In 1661 landde Zheng Chenggong opnieuw op Formosa. In de Slag bij Tayouan (thans Tainan) werden de Nederlanders teruggedrongen tot Fort Zeelandia aldaar, wat tot een belegering zou leiden die negen maanden duurde. Op 1 februari 1662 volgde de overgave van Fort Zeelandia aan Koxinga, die zich koning van Tungning ging noemen maar enkele maanden later stierf. Balthasar Bort hielp de Mantsjoes in hun strijd tegen de Zuidelijke Ming, maar Formosa (met uitzondering van Keelung), bleef nog tot 1683 in handen van de opvolgers van Zheng Chenggong, voor het door de Mantsjoes werd veroverd.

## De Nederlandse zending op Formosa
Nederlandse dominees die werkzaam waren in door de VOC beheerste gebieden waren ook in dienst van de compagnie. Hun activiteiten richtten zich over het algemeen op het personeel van de compagnie en mensen die reeds christen waren en nauwelijks op zendingsactiviteiten. De zending op Formosa was, naast die op Ambon en ten behoeve van de Tamils op Ceylon, in het tweehonderd jaar durende bestaan van de compagnie een grote uitzondering. Voor de zeventiende eeuw was de zending op Formosa in de geschiedenis van de VOC uniek, aangezien dit het enige gebied was waar een kerk ontstond onder niet-christenen.
In 1627 vertrok dominee Georgius Candidius naar Formosa en begon zendingswerk in het dorp Sinkan, het dorp het dichtst bij Fort Zeelandia. Een tweede zendeling was Robertus Junius, die tot 1647 op het eiland verbleef. Vanaf 1634 was er sprake van spanning tussen het Nederlands gezag op het eiland en de Nederlandse dominees die het gezag van de VOC bewust provoceerden en gebeurtenissen uitlokten met de bedoeling dat meer grondgebied op het eiland beschikbaar kwam voor zendingsactiviteiten.
De dominees vestigden zich in dorpen van de plaatselijke bevolking en onttrokken zich aan het gezag van de VOC. Zij trachtten landbouwmethoden te verbeteren, gaven onderwijs en vertaalden delen van het Evangelie in het Siraya, een lokale taal. De bevolkingsgroep van de Siraya, ongeveer 15.000 in aantal, accepteerde het christelijk geloof in ruil voor bescherming tegen agressieve andere stammen. In die situatie wisten de dominees het gezag van de VOC herhaaldelijk tot de afweging te dwingen te interveniëren in gevechten tussen verschillende dorpen. Christelijke dorpen op het eiland gingen zelf het initiatief nemen om raids uit te voeren op niet-christelijke dorpen. Interventie van het VOC-gezag met de bedoeling grotere gebieden te pacificeren leidde uiteindelijk tot een vorm van koloniale oorlogsvoering.

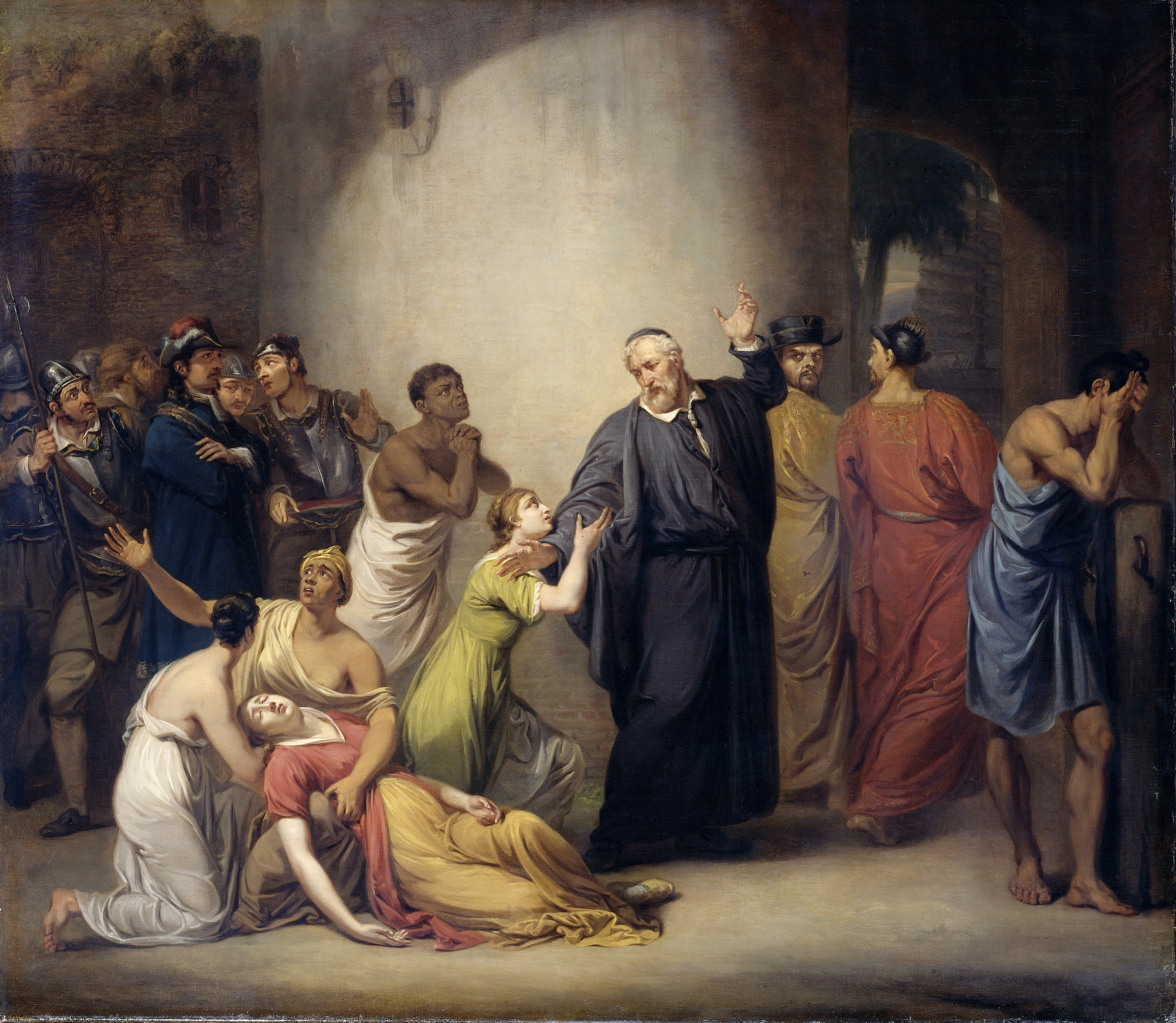
Schilderij van Jan Willem Pieneman. De zelfopoffering van predikant Hambroeck op Formosa tijdens het beleg van Fort Zeelandia

Gedurende de periode van veertig jaar van Nederlands gezag op het eiland waren ongeveer 40 Nederlandse dominees op het eiland actief. Vanaf 1637 werden plaatselijke bewoners opgeleid tot catechist en dorpsonderwijzer nadat de VOC had geweigerd jonge mensen van het eiland naar Nederland te zenden om als dominee te worden opgeleid.
Drie dominees werden tijdens en na de belegering van Fort Zeelandia gedood. Met name vrouwelijke familieleden van hen werden door troepen van Koxinga weggevoerd. In de negentiende eeuw kreeg een van de onthoofde predikanten, Antonius Hambroeck, in Nederland de status van een nationale held, over wie kunstwerken werden gemaakt en naar wie ook enkele straten vernoemd werden.
De jezuïet Joseph Anne Marie de Moyriac de Mailla bezocht Formosa in 1715. Hij vond nog een aanwezigheid van een zeker protestantisme op het eiland die van de Nederlanders afkomstig was. Koopcontracten werden op het eiland tot in de negentiende eeuw nog geschreven in Latijns schrift volgens de zeventiende-eeuwse Nederlandse spelling.

## Handelsactiviteiten
De Nederlanders gebruikten Formosa als een uitvalsbasis voor de handel met Japan en China. De Nederlanders kochten van de lokale bevolking onder andere agaat, textiel, zout en koper in ruil voor bukskin. Later werden Chinese landarbeiders naar Formosa gebracht voor de teelt van suikerriet en rijst. De Nederlanders voerden hertenvlees, gedroogde vis en suiker uit naar Japan in ruil voor zilver. Met de inkomsten van de export naar Japan en lokale winsten werd in China zijde en satijn, geneeskrachtige kruiden, porselein en goud gekocht. Deze waardevolle producten werden vervolgens naar Nederland verscheept. Tijdens de Nederlandse periode waren de handelsactiviteiten in Formosa zeer lucratief. In 1649 was het aandeel van de handel met Formosa een kwart van de totale inkomsten in Azië en alleen de handel met Japan leverde nog meer op.